# Шульгин Олександр Якович
Шульги́н Олекса́ндр Я́кович (30 липня 1889, Софине, Хорольський повіт, Полтавська губернія, Російська імперія — 4 березня 1960, Париж, Франція) — український політичний, громадський, культурний і науковий діяч. Член Товариства українських поступовців (ТУП), а потім Української партії соціалістів-федералістів (УПСФ), дійсний член Наукового товариства імені Шевченка (НТШ). У 1917 році — член Центральної Ради, генеральний секретар міжнаціональних справ. У 1918 році — посол УНР в Болгарському царстві. Член делегації УНР на мирній конференції в Парижі. З 1920-х років — в еміграції. Брав участь у емігрантських урядах УНР. Професор Українського вільного університету (УВУ) в Празі. Батько журналіста Ростислава Шульгина.

## Біографія
Народився 30 липня 1889 року в с. Софине, Хорольський повіт на Полтавщині. Походив з козацького старшинського роду, споріднений з Полуботками, Скоропадськими, Самойловичами, Апостолами; син Якова Шульгина.
Викладав історію й філософію у Санкт-Петербурзькому університеті (1908—1915), згодом асистент у ньому (1915—1917). Там почав свою громадсько-політичну діяльність, активний у Петербурзькій Громаді ТУП, пізніше в Українській демократично-радикальній партії, яку 1917 року перейменовано на Українську партію соціалістів-федералістів, член її Центрального комітету. У Петрограді з ініціативи Української Національної Ради Шульгин був делегатом до Ради робітничих і солдатських депутатів.

Меморіальна дошка на будинку в Києві на Терещенківській вулиці

З початком березневої революції Шульгин повернувся до Києва, став членом Української Центральної Ради, згодом і Малої Ради, з липня 1917 до 30 січня 1918 року — генеральним секретарем міжнаціональних (пізніше міжнародних) справ, був співавтором Статуту Вищого Управління України, співорганізатором З'їзду народів Росії в Києві (вересень 1917 року). За його керівництва закордонною політикою Франція й Англія визнали de facto УНР й Україна почала мирові переговори з союзом Центральних Держав у Бересті. За гетьманату Шульгин був співробітником міністерства закордонних справ Української Держави, з липня 1918 року амбасадором України в Софії (до кінця 1918 року).
У 1919 році призначений Директорією УНР членом української делегації на Паризькій мирній конференції, згодом (1920) голова української делегації на першій асамблеї Ліги Націй у Женеві; а з 1921 року очолював Надзвичайну дипломатичну місію УНР у Парижі. На цих постах Шульгин боронив українські інтереси перед різними міжнародними організаціями, особливо з ініціативи Міжнародної Унії для Ліги Націй, головою якої він був. У 1933—1938 роках виступав проти більшовицького терору в УРСР, примусової праці, голоду в Україні; Шульгин домагався від установи біженців при Лізі Націй визнання української національності. У 1928 році Шульгин звернувся з нотою до Голови Ради Ліги Націй з проханням видати українцям так звані нансеновські паспорти. Починаючи з 1920-х років О. Шульгин неодноразово намагався привернути увагу Європи до проблеми голоду в Україні. Як міністр закордонних справ уряду УНР в екзилі Шульгин підготував доповідь для конференції в Монтрьо 1936 р., де розглядалося питання статусу Чорноморських проток.
У 1923—1927 роках жив у Празі. Разом із провідними українськими інтелектуалами, серед яких були Олександр Колесса, Олександр Олесь, Станіслав Дністрянський, Степан Рудницький, Дмитро Дорошенко, Степан Смаль-Стоцький, Іван Огієнко, Володомир Кушнір стояв у витоків Українського вільного університету, який у 1921 році переїхав до Праги із Відня.
Був також професором Українського високого педагогічного інституту ім. М. Драгоманова, де викладав загальну історію й філософію історії. Тут разом з однодумцями відновив радикально-демократичну партію, ставши головою її празького комітету. 1926 року був призначений міністром закордонних справ УНР у вигнанні й керував її зовнішньою політикою в 1926—1936, 1939—1940 (тоді ж очолював уряд УНР у вигнанні) і 1945—1946 роках.

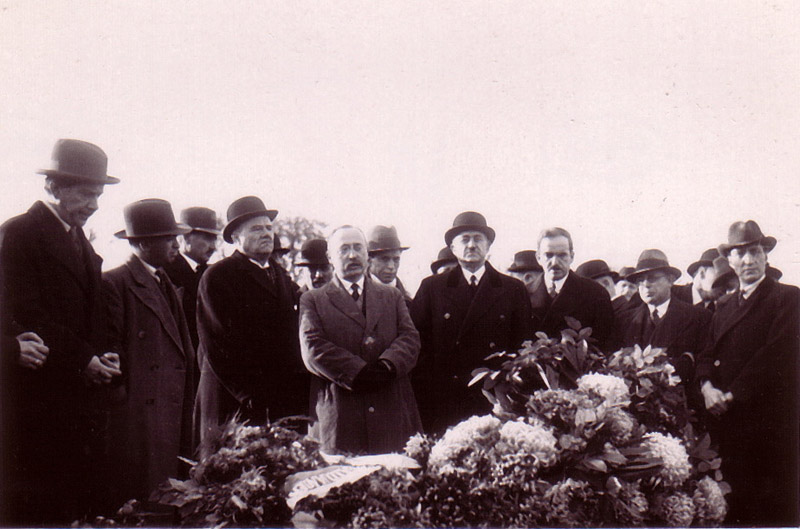
Олександр Шульгин на похороні азербайджанського громадсько-політичного діяча Алі-Мардан-бека Топчибаші. Париж, 1934 рік

У Парижі Шульгин з 1927 року брав активну участь у житті української еміграції: у 1929—1939 роках голова Головної Еміґраційної Ради, редактор ревю «Прометей», співредактор тижневика «Тризуб» (у 1940 році — редактор), співзасновник Комітету дружби народів Кавказу, Туркестану та України. Під час німецької окупації був заарештований (1940—1941). Після 1945 року віддався науковій праці: засновник і довголітній голова Українського Академічного Товариства у Парижі (1946—1960), ініціатор і віце-президент Міжнародної Вільної Академії у Парижі (1952—1960), що об'єднувала учених у вигнанні. Одночасно Шульгин був представником українців у Міжнародній організації біженців (ІРО,  1948—1952) і співробітник французької організації для охорони біженців і бездержавних при Міністерстві закордонних справ (1952—1960).
Автор розвідок з історії української державності 1917—1918 років і діяльності уряду УНР у вигнанні: «Політика» (1918), «L'Ukraine, la Russie et les puissances de l'Entente» (1918), «Les problèmes de l'Ukraine» (1919), «L'Ukraine et le cauchemar rouge: les massacres en Ukraine» (1927), «Державність чи Гайдамаччина» (1931), «Без території. Ідеологія та чин Уряду УНР на чужині» (1934), «L'Ukraine contre Moscou, 1917» (1935); соціологічні і історіософічні праці: «Нариси з нової історії Европи» (1925), «Les origines de l'esprit national moderne et J.-J. Rousseau» (1938), «L'histoire et la vie. Les lois, le hasard, la volonte humaine» (1957). Ст. в «УЗЕ» і «ЕУ» (доба Центр. Ради, доба Гетьманщини), у наукових збірниках, журналах, особливо а паризькому «Тризубі», «Promethee» (1926—1938), «La Revue de Promethee» (1938—1940), «Українській літературній газеті» (1956—1960) та ін.
Помер у Парижі, похований у Сарселі.

## Вшанування пам'яті
- Меморіальна дошка на будинку в Києві на Терещенківській вулиці.
- 16 грудня 2014 року в місті Кропивницькому з'явилася Вулиця Родини Шульгиних, названа не лише на честь Олександра, а й усієї його родини.
- 22 грудня 2021 року меморіальну дошку було відкрито на фасаді Андріївської школи Хорольської громади на Полтавщині[3].

## Праці
- «Симон Петлюра та українська закордонна політика», С. 172—177 у книзі Збірник памяти Симона Петлюри (1879—1926). — Прага, 1930. — 259 с.
- Олександер Шульгин. Україна і червоний жах. Погроми в Україні. Київ. Видавництво імені Олени Теліги 2001. Переклад з французької Олени Леонтович та Марії Мулової-Войтовецької за виданням: Alexandre Choulgine. «L'Ukraine et le Cauchemar Rouge». — Paris: Jules Tallandier, 1927. — 226 p.
- Олександер Шульгин. Без території: ідеологія та чин Уряду У. Н. Р. на чужині; з передмовою Вячеслава Прокоповича. — Париж: Меч, 1934. — III, 251 с. / Автентичне відтворення книжки здійснене у 1998 р. у Києві[4].
- Олександер Шульгин. Нариси з нової історії Європи. I. Перехід від Середніх віків до Нових часів. II. Релігійна боротьба в XVI—XVII віках. III. Походження і розвиток європейських держав. IV. Міжнародні відносини в XVIII віці. — Прага: Український Громадський Видавничий Фонд, 1925. — 219 с.
- Шульгин О. Державність чи гайдамаччина? : (зб. ст. та документів) / Олександер Шульгин. — Париж: В-во «Меч», 1931. — 47 с.
- Шульгин О. Політика. Державне будівництво України і міжнародні справи: ст., док., промови / Олександер Шульгин. — Київ: Друкарь, 1918. — 106 с.
- Shul'hyn Oleksander. L'Ukraine, la Russie et les puissances de l'Entente; exposé politique de l'ex-ministre ukrainien des affaires étrangères, Alexandre Choulguine. — Berne, 1918. — 57 p. (фр.)
- Shul'hyn Oleksander. Les problèmes de l'Ukraine, la question éthnique, la culture nationale, la vie économique, la volonté du peuple. — Paris, 1919. — 45 p. (фр.)